# Aedes aurovenatus
Aedes aurovenatus är en tvåvingeart som beskrevs av Worth 1960. Aedes aurovenatus ingår i släktet Aedes och familjen stickmyggor. Inga underarter finns listade i Catalogue of Life.